# Флаг

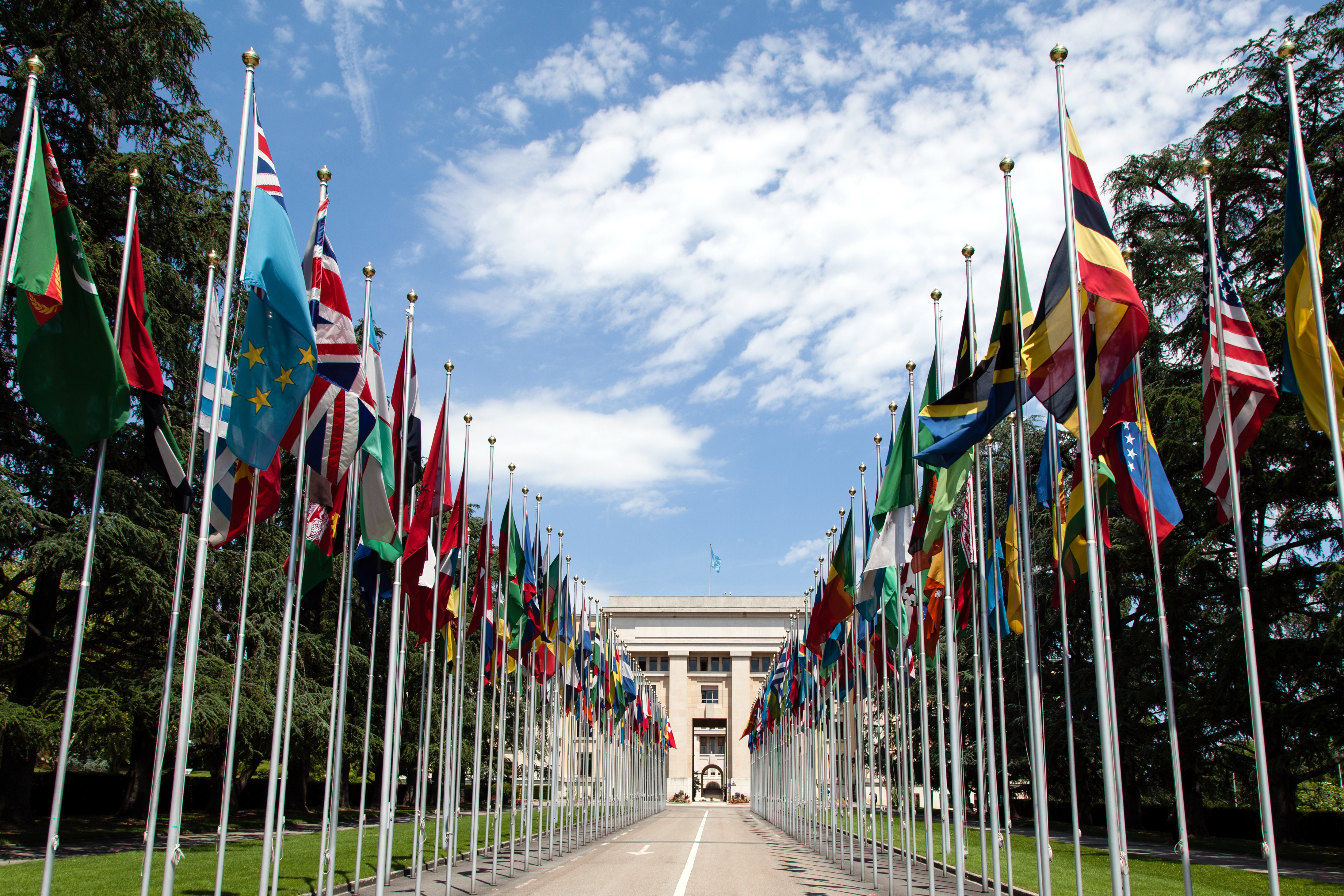
Государственные флаги вдоль аллеи перед Дворцом наций, штаб-квартиры ООН, Женева

Флаг (от нидерл. vlag) — полотнище правильной геометрической формы (чаще всего — прямоугольной), имеющее особую расцветку и определённое соотношение сторон.
Знамя — это единичное изделие, тогда как флаг — массового производства. Государственный флаг является одним из государственных символов. Кроме государственного, многие государства имеют военный, военно-морской и торговый (коммерческий) флаги. Обычно флаг поднимают на специальной мачте (флагштоке). Изучением флагов занимается вексиллология.
Военно-морским флагом РФ является Андреевский, в то время как торговым флагом (флагом судов гражданского флота) «по совместительству» является государственный флаг РФ. В некоторых странах, например, в США, для всех трёх целей используют один и тот же флаг.
Свои флаги имеют не только государства, но и отдельные регионы и города, формирования, а также международные организации (например, флаг ООН), коммерческие компании, национальные движения и диаспоры (этнический флаг), общественные движения (например, флаг пацифистов), должности и даже спортивные команды.
Кроме того, сигнальные флаги используют на флоте для передачи сообщений между кораблями и судами. Флаговые композиции могут быть использованы для рекламных и декоративных целей.

## История

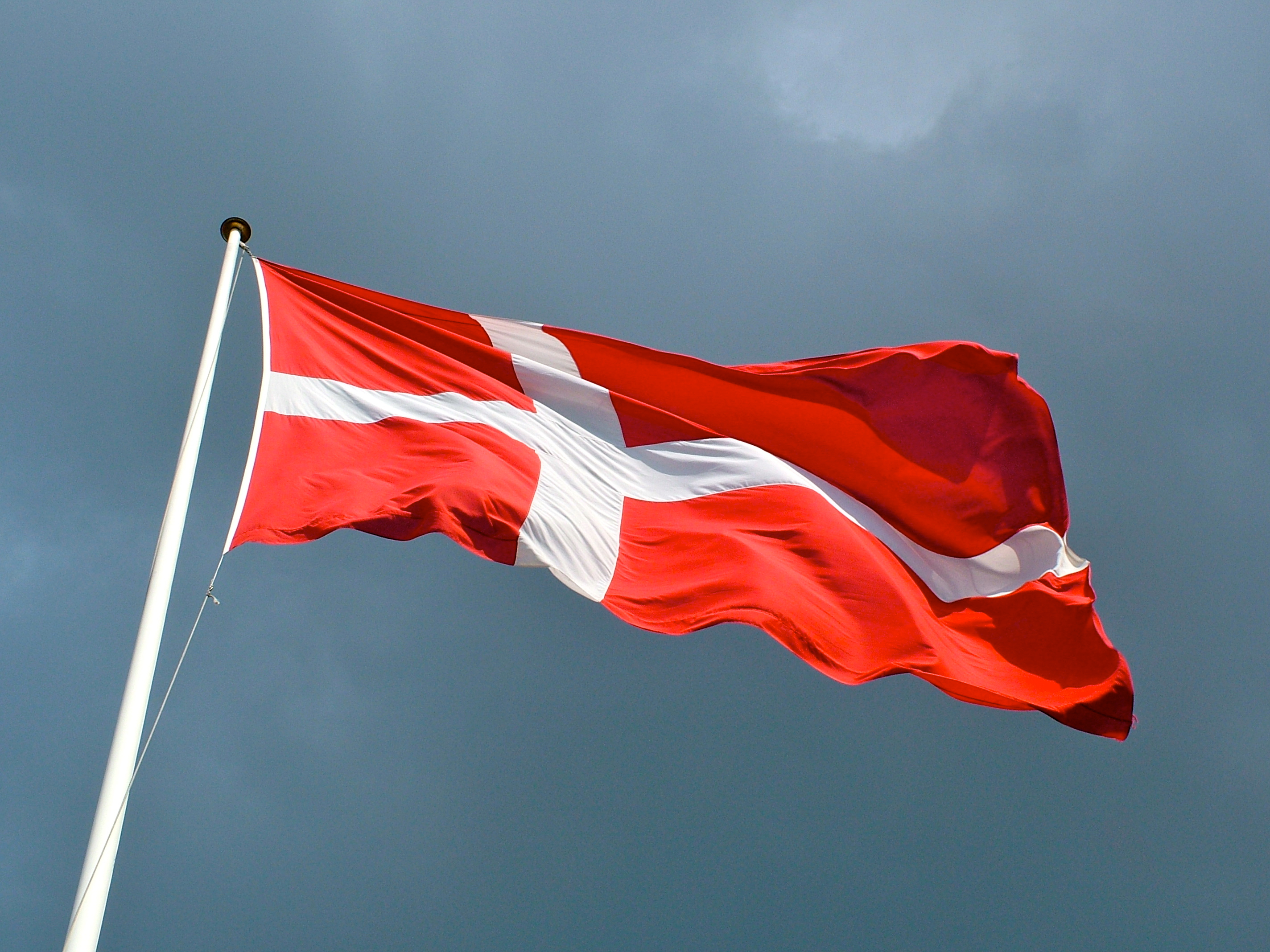
Флаг Дании — старейший из действующих государственных флагов, введён в XIII веке

Первые известные вексиллоиды и знамёна были военными и церемониальными знаками. Однако к XII веку они начали служить для символического обозначения самих правителей и их владений, а на море — обозначать государственную принадлежность кораблей и судов.

### Китай
В Китае после изобретения шёлка появилась традиция использования тканевых знамён, прочную и лёгкую ткань оказалось удобнее нести в руках, чем вексиллоиды. Знамёна стали намного заметнее. Из Китая использование тканевых знамён распространилось в Монголию, Индию и Персию и, наконец, появилось в Риме и остальной Европе.

### Япония
В Японии в Средние века, помимо использования геральдики в интересах отдельного воина, флаги и цвета также являлись существенным элементом организации самурайских армий. С помощью разноцветных геральдических флагов отдельные армейские подразделения идентифицировались и контролировались после сражения.
Соперничавшие друг с другом военные феодалы Эпохи воюющих провинций продолжали пользоваться флагами типа хата-дзируси, но первыми ввели в обращение сасимоно и нобори.
Японская геральдика развилась в очень сложную систему, необычную для понимания европейцев. Например, все флаги военного барона (даймё) Арима Тоёудзи (1570—1642) были чёрно-белого цвета, а все объёмные знаки покрывались золотистым лаком. Двойной, крепившийся сзади к доспехам флажок носили асигару или рядовые пехотинцы Арима; объёмный знак в виде лучей восходящего солнца носили его гонцы; сасимоно в виде объёмного полумесяца носили его самураи; «малый штандарт» был у Арима в виде объёмного трилистника тонкой работы. На «большом штандарте» изображался мон или фамильный знак, повторявшийся на флагах набори, которые носили помощники и воины Арима.

## Современные флаги

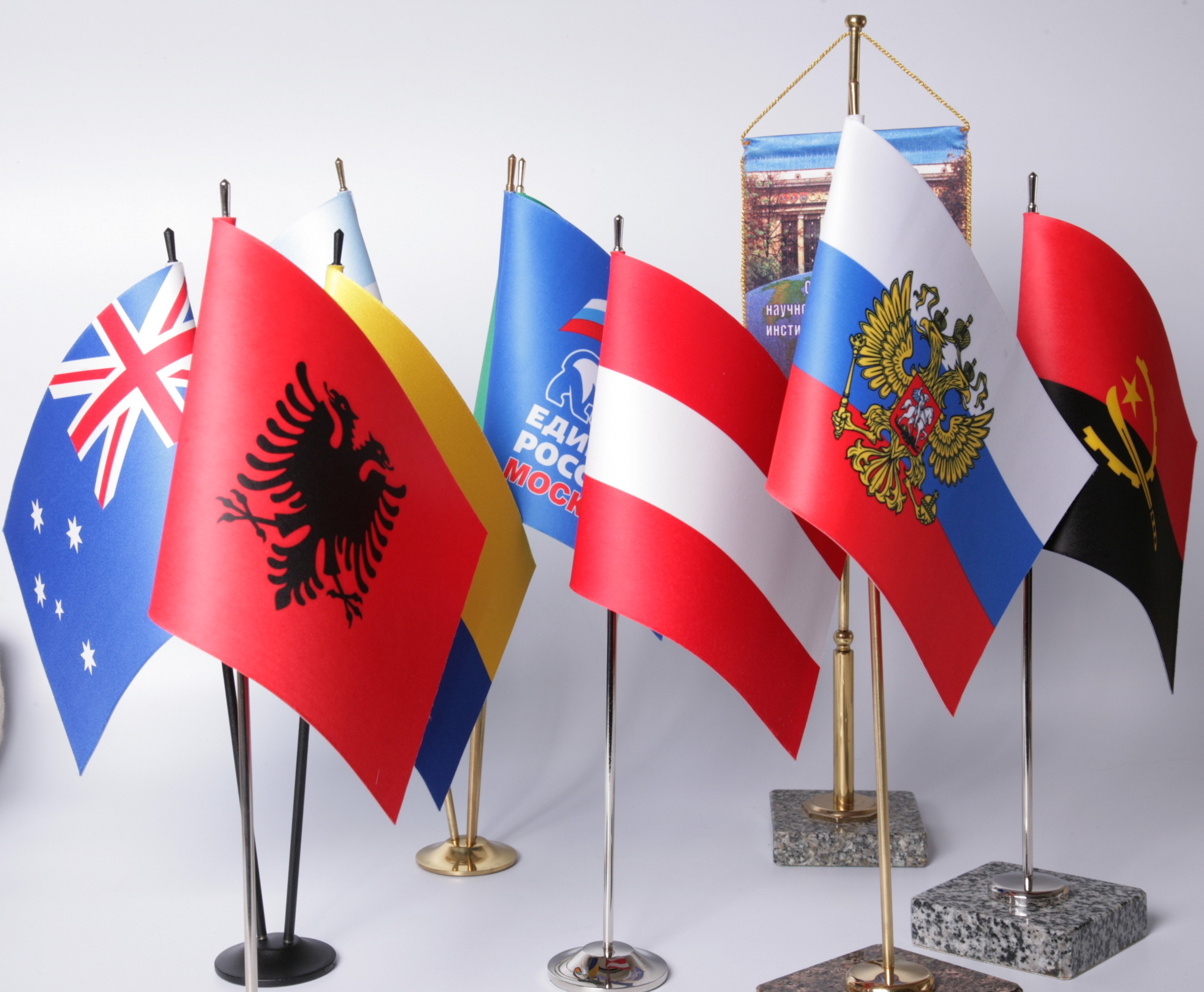
Настольные флаги стран и организаций
Материал: двусторонний атлас, который позволяет получать одинаковые или совершенно разные прямые изображения на лицевой и оборотной стороне флага. Флаги из этой светонепроницаемой ткани приобретают конусообразную форму при вывешивании как в напольном, так и в настольном варианте и предназначены для использования внутри помещений

В XVII столетии всеобщее использование гербовых знамён закончилось. Хотя монархи некоторых стран, таких как Великобритания, сохранили свои гербовые флаги, на полотнища которых перенесены гербовые фигуры, большинство королевских флагов, использовавшихся на море после этого времени, было одноцветным и несло герб, то есть со шлемами, мантиями, клейнодами, щитодержателями, цепями орденов и девизами.
Первым современным флагом считается нидерландский революционный Принсфлаг («флаг принца»), состоявший из простых полос вместо геральдических фигур. Появились полосатые флаги, созданные в России, в Северной Америке, Франции, Италии, а также крестовые флаги Великобритании и скандинавских стран. Композиции основывались на простых формах и в большинстве случаев использовали очень простые эмблемы. Одной из наиболее популярных эмблем стала пятиконечная звезда, символ свободы и независимости.
Развитие современных флагов лучше всего прослеживается в многочисленных таблицах и альбомах. Известны наиболее ранние подборки изображений флагов, использовавшихся на море — голландские манускрипты, датированные 1667 и 1669 годами, а также манускрипт, относящийся к 1670 году и приписываемый Ж. Муттону из Франции.
Самыми известными авторами по данной тематике стали Корнелиус Данкертс, приблизительно в 1700 году составивший первую таблицу флагов, названную «Таблица флагов, которые поднимают во всех частях известного мира на военно-морских флотах», и Жак ван ден Киб, который опубликовал книгу «Знание о флагах или знамёнах, которые государства поднимают в море».
В 1967 году создана международная федерация вексиллологических ассоциаций. В настоящее время[уточнить] членами федерации являются более 50-и организаций из 32-х стран на всех континентах, включая Русский центр флаговедения и геральдики (РЦФГ). Большинство из них публикует информационные бюллетени, которые вносят значительный вклад в грандиозный современный рост вексиллологических знаний.

## Региональные и местные флаги

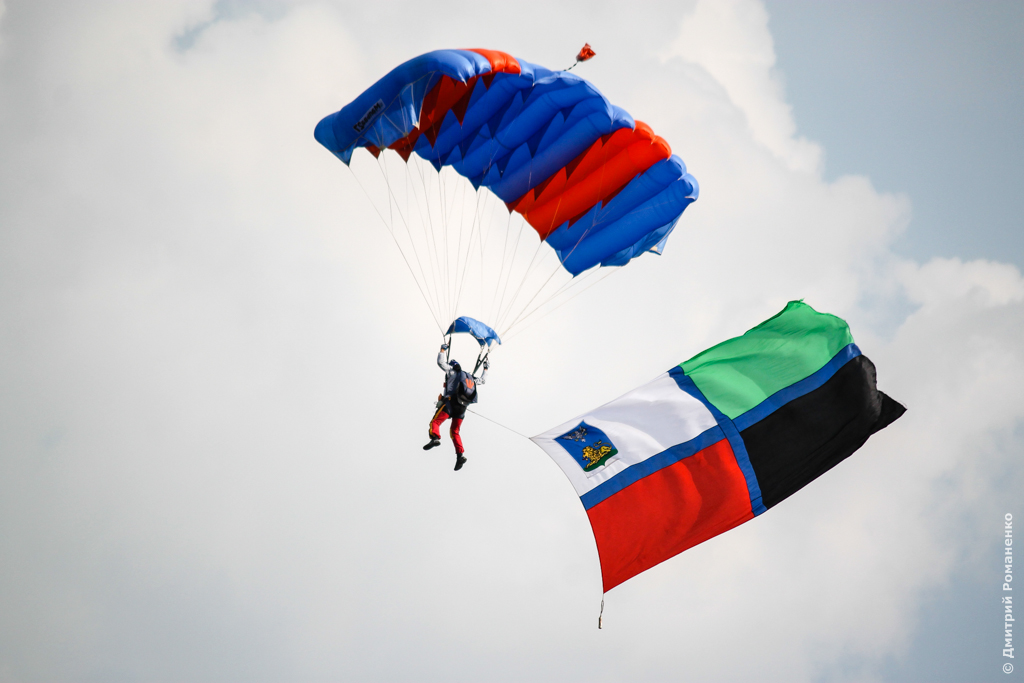
Флаг Белгородской области на фестивале «Небосвод Белогорья»

Во всём мире провинциальные (региональные) флаги отвечают общей композиции, характерной для каждой страны, или имеют некоторые черты, общие с подобными вексиллумами, использующимися другими странами.
Некоторые муниципальные флаги (флаги городов), такие как флаги Генуи или Эльблонга, — одни из старейших в мире. Однако большинство флагов провинций, штатов или территориальных субъектов были составлены в XX веке и составляются в XXI веке. Принципиальными факторами, оказавшими влияние на композицию флагов провинций и муниципалитетов, были геральдические каноны и использование различных атрибутов, будь то гербовые фигуры, японские моны или современные логотипы.

### Флаги гражданские и муниципальные (городов)

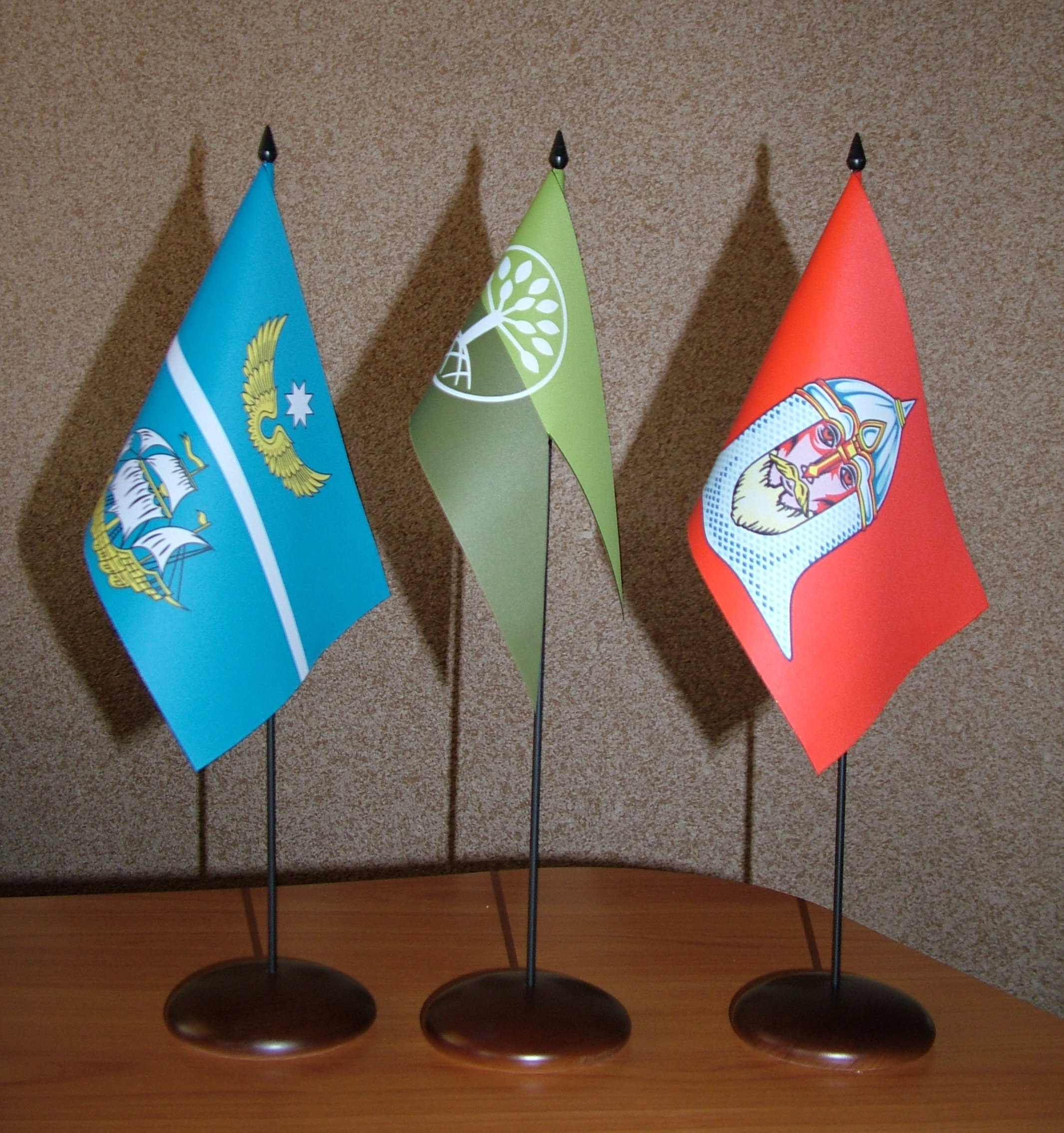
Настольные флаги Северного округа (слева) и Головинского района (справа) города Москвы

Собственными геральдическими отличительными символами обладает большинство крупных городов в любом государстве мира, но далеко не каждый малый город. Столица государства, как правило, обладает флагом. В некоторых случаях отдельные элементы флага, особенно, если речь идёт о столице страны, скопированы с изображения официальных символов государства (в основном это происходит с изображениями национальных животных или эмблемами).
Помещают на гербах и флагах также символы доминирующей в этом регионе религии. Также бывают помещены какие-либо элементы, дающие указание на географическое положение города. В основном это стилизованные изображения рек, протекающих на территории города, или гор, расположенных в непосредственной близости от него. Нередко символически изображены предметы из различных областей промышленности, наиболее развитой в этом городе, а доминирующую отрасль сельского хозяйства на символах города олицетворяет какое-либо растение.
На сегодняшний день официальным символам столиц государств придаётся особенно большое значение. Все детали, элементы фигуры и цвета тщательным образом подбираются и компонуются. Они должны подчёркивать главенствующий статус.
В некоторых европейских странах существуют общие композиции муниципальных флагов. В Швейцарии, например, гербовые знамёна имеют квадратную форму. В Португалии они квадратные, но разделены клинчато и обременены полным территориальным гербом. В Словении все муниципальные флаги имеют пропорции 1:3 и представляют основные геральдические фигуры из герба. Полотнище это либо простое, либо разделено одним из десяти возможных способов; семь из них имеют квадратное поле в древковой части.
Некоторые города имеют отдельные флаги для каждого района. Известны красочные флаги округов в Сиене (Италия), которые датируются началом XIII столетия. С конца XVII столетия существуют 17 округов. Каждый округ имеет собственные цвета, формирующие замысловатые рисунки на полотнище, и эмблему, которая соответствует названию округа (орёл, дракон, жираф, сова, дикобраз, единорог, пантера). Эти цвета и эмблемы используются на квадратных флагах, которые напоминают гербовые знамёна.

## Корпоративные и частные флаги
Корпоративные флаги обрели популярность с XIX столетия, но широкое использование получили за последние 50 лет. Наиболее многочисленными группами являются флаги яхт и частные флаги, но существует постоянно растущее количество флагов для судоходных и торговых компаний, а также всех видов коммерческих фирм. Многие школы, университеты, ассоциации и клубы также имеют собственные флаги.

### История
В Средние века гильдии и имевшие гербы компании имели собственные знамёна, использовавшиеся во время праздников и битв. Некоторые символы, которые они принимали, в частности в европейских странах, указывали на их занятия или торговлю, кренделёк олицетворял пекарей; ножницы — портных; свеча — свечных дел мастеров; ключ или ключи — слесарей; якорь — лодочников, а башмак — сапожников.
Первыми известными коммерческими вексиллумами были флаги английских торговых компаний, использовавшиеся в конце XVI столетия. Наиболее известные и долго существующие вексиллумы — флаги Ост-Индской компании (учреждена в 1600 году), Голландской Ост-Индской компании (учреждена в 1602 году). Также с 1621 по 1794 год существовала Голландская Вест-Индская компания, которая организовала несколько колоний в Вест-Индиях и Гайане. Для того, чтобы различать эти компании друг от друга, их морские флаги использовали национальные символы, английский крест святого Георгия и голландский горизонтальный триколор. Голландские морские флаги различались только инициалами на них, VOC означало Vereenigde ojjsstindische Compagnie, GWC — Geoctroyeerde West-Indische Compagnie. Буква C над VOC означала Кейптаун. Флаги шести палат голландской Ост-Индской компании представляли полосы разных цветов, с инициалами VOC и дополнительными буквами над ними: A обозначала Амстердам, D — Дельфт, H — Хорн, M — Мидлебург, R — Роттердам.
Современные флаги торговых домов и транспортных компаний в Европе появились в конце XVIII столетия. Они не используют государственные флаги в качестве основы, но иногда принимают государственные цвета своих стран. Редким исключением был флаг «Хадзон Бэй компани», который с 1820-х годов использовал в качестве основы полотнища британский красный морской флаг с белыми буквами HBC в вольном крае. С XIX столетия каждая транспортная компания имела свой собственный флаг, который указывал на принадлежность корабля. Такой флаг или его эмблема также наносились на трубу корабля.

### Характеристики
Наиболее общими характеристиками флагов торговых компаний являются простые деления полотнища и обширное использование инициалов и простых эмблем. Одним из простейших, однако наиболее отличительных с точки зрения композиции является флаг P&O, который стал его логотипом и используется на сухопутных транспортных средствах. Флаги транспортных компаний вдохновили другие компании на учреждение собственных флагов.